# Pigmaleão

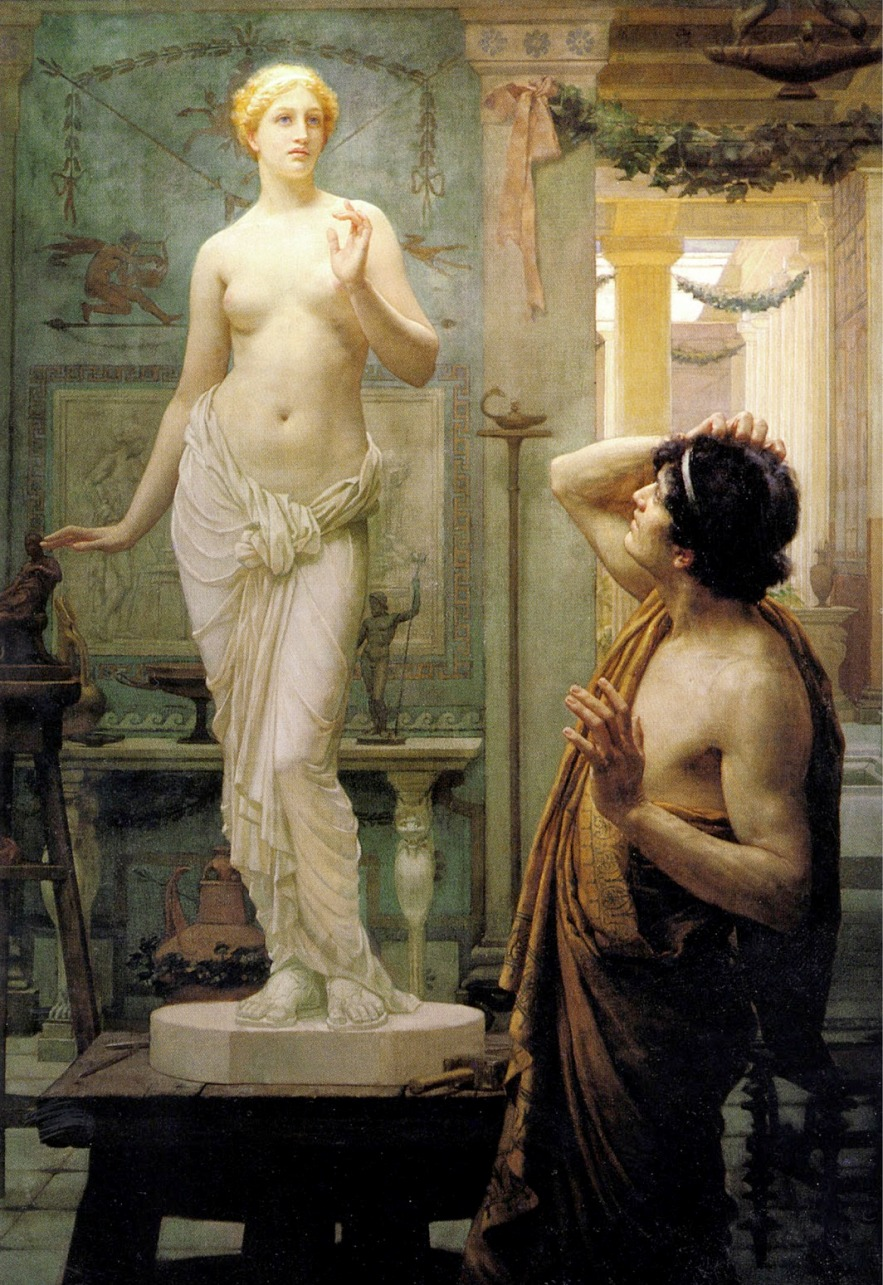
Pygmalion and Galatea, por Ernest Normand (1886)

Pigmalião ou Pigmaleão (grafia menos correta, tendo em conta a etimologia do latim Pygmalion, -onis, do grego Pugmalíon, -onos), na mitologia grega, foi um rei da ilha de Chipre, que, segundo Ovídio, poeta romano contemporâneo de Augusto, também era escultor e se apaixonou por uma estátua que esculpira ao tentar reproduzir a mulher ideal. Ele havia decidido viver em celibato na ilha por não concordar com a atitude libertina das mulheres dali, conhecidas como cortesãs

## O mito
Segundo Higino, Busíris, filho de Netuno, era seu irmão. A terra de Busíris, no Egito, estava sofrendo com a fome após nove anos de seca, e o rei chamou adivinhos da Grécia. Thrasius, filho de Pigmalião, anunciou que a chuva chegaria se um estrangeiro fosse sacrificado, e provou suas palavras quando ele mesmo foi sacrificado.
A deusa Afrodite, apiedando-se dele e atendendo a um pedido seu, não encontrando na ilha uma mulher que chegasse aos pés da que Pigmalião esculpira, em beleza e pudor, transformou a estátua numa mulher de carne e osso, com quem Pigmalião casou-se e, nove meses depois, teve uma filha chamada Pafos, que deu nome à ilha.
Em Pseudo-Apolodoro, Pigmalião tem uma filha de nome Metarme, e ela se casa com Cíniras, tendo dois filhos, Oxíporo, Adônis, e três filhas, Orsedice, Laogore e Brésia.

## Interpretação
O mito de Pigmalião, como outros, traduz um elemento do comportamento humano: a capacidade de determinar seus próprios rumos, concretizando planos e previsões particulares ou coletivas. Em Psicologia deu-se o nome de Efeito Pigmalião ao efeito de nossas expectativas e percepção da realidade na maneira como nos relacionamos com a mesma, como se realinhássemos a realidade de acordo com as nossas expectativas em relação a ela.
Clemente de Alexandria relata outro mito parecido, de uma estátua de Afrodite em Cnido pela qual um homem se apaixona, e com quem ele tem relações sexuais.
A versão mais antiga da lenda está em Ovídio, em sua obra Metamorfoses.[carece de fontes?] A lenda de Pigmalião tem atraído vários artistas. O nome da estátua, depois que ela vira mulher, Galathea, não é encontrado nos textos antigos, mas aparece em representações artísticas modernas do mito. Uma versão moderna da lenda é a peça de George Bernard Shaw, Pigmalião, em que, em vez de uma estátua transformada em mulher, temos uma mulher do povo transformada em mulher da alta sociedade. A peça é também um musical e um filme, My Fair Lady.